# Paul Smart (zeiler)
Paul Hurlburt Smart (Yarmouth (Nova Scotia), 13 januari 1892 - Darien (Connecticut), 22 juni 1979) was een Amerikaans zeiler.
Smart won samen met zijn zoon Hilary de bronzen medaille tijdens de wereldkampioenschappen. In het zelfde jaar werd Smart samen met zijn zoon olympisch kampioen tijdens de Olympische Zomerspelen 1948.
Smart was reserve in de star tijdens de Olympische Zomerspelen 1952. Smart was manager van de Amerikaanse zeilploeg tijdens de Olympische Zomerspelen 1968 en 1972.

## Wereldkampioenschappen[1]
| Jaar | Plaats        | Resultaten |
| ---- | ------------- | ---------- |
| 1942 | Lake Michigan | 4e star    |
| 1948 | Cascais       | star       |
| 1950 | Chicago       | 6e star    |
| 1951 | Gibson Island | 4e star    |
| 1953 | Napels        | 14e star   |

## Olympische Zomerspelen
| Jaar | Plaats | Resultaten |
| ---- | ------ | ---------- |
| 1948 | Londen | star       |